# Pontirolo Nuovo
Pontirolo Nuovo – miejscowość i gmina we Włoszech, w regionie Lombardia, w prowincji Bergamo.
Według danych na styczeń 2009 gminę zamieszkiwały 4983 osoby przy gęstości zaludnienia 461,4 os./1 km².